# DDR-Fußball-Oberliga 1963/64
Die DDR-Oberliga 1963/64 war die 15. Auflage der höchsten Spielklasse der DDR. Meister wurde die BSG Chemie Leipzig. Die Saison begann am 10. August 1963 und endete am 10. Mai 1964.

## Vor der Saison
Obwohl ab 1954 mit Lokomotive und Rotation die Fußball-Sektionen von gleich zwei Leipziger Sportclubs in der Oberliga vertreten waren, blieb der Erfolg von Leipziger Mannschaften relativ bescheiden. So platzierten sich beide Teams in der Regel im unteren Oberliga-Mittelfeld und erreichten jeweils als bestes Ergebnis nur zweimal den dritten Rang sowie einen Sieg im FDGB-Pokal (SC Lokomotive). Mit der Zusammenlegung beider Sportclubs zu einem zentralen Leipziger Sportclub fand schließlich im Sommer 1963 eine vom DTSB beschlossene Bündelung des Leipziger Leistungssports ihren Abschluss, die auch dem Fußball in der Messestadt den lang ersehnten sportlichen Aufschwung bescheren sollte. So wurde die erste Fußball-Mannschaft des neu entstandenen SC Leipzig aus den vermeintlich leistungsstärksten Akteuren von Lok und Rotation gebildet. Neben dem Startplatz in der Oberliga übernahm diese neue Leipziger Vorzeigemannschaft mit dem Bruno-Plache-Stadion in Probstheida auch die Spielstätte des ehemaligen Teams vom SC Rotation. Die restlichen Spieler, die sich nicht für den neuen Sportclub empfehlen konnten, wechselten zur BSG Chemie Leipzig, die ihren 1954 an den SC Lokomotive abgegebenen Oberligaplatz wieder zurückbekam.
Eine weitere Änderung betraf die Oberliga-Teams der beiden Sportclubs Wismut und Motor aus Karl-Marx-Stadt. Nach Fusion beider Sportclubs wurde die Mannschaft des bisherigen SC Motor in den neu entstandenen SC Karl-Marx-Stadt eingegliedert. Die in Aue beheimatete Fußballsektion des ehemaligen SC Wismut Karl-Marx-Stadt wurde dagegen nicht übernommen und kehrte somit nach neun Jahren in die Zuständigkeit der ortsansässigen BSG Wismut Aue zurück.
Die Saison 1963/64 war die erste Oberliga-Saison ohne Vertreter aus den Bezirken Cottbus und Dresden. Dafür war mit der BSG Motor Steinach erstmals eine Mannschaft aus dem Bezirk Suhl, dem kleinsten und bevölkerungsärmsten Bezirk der DDR, für die Oberliga qualifiziert.

## Saisonverlauf
Die Meisterschaft der BSG Chemie Leipzig galt als eine der größten Sensationen im DDR-Fußball. Die im Vorfeld oft als „Rest von Leipzig“ betitelte Mannschaft wurde vom Trainer Alfred Kunze zu einem abwehr- und konterstarken Ensemble geformt und konnte sich im innerstädtischen Vergleich bereits in der Frühphase der Saison von der Vertretung des eigentlichen Leistungszentrums SC Leipzig absetzen. Nach Abschluss der Hinrunde führte der SC Empor Rostock vor dem ASK Vorwärts Berlin, der aber mit der zweitschlechtesten Rückrundenbilanz aller Mannschaften sämtliche Titelchancen verspielte. Nachdem auch Rostock entscheidende Punkte verlor, genügte Chemie am letzten Spieltag bei Turbine Erfurt bereits ein Unentschieden zum Titelgewinn. Letztendlich gewann Leipzig vor 30.000 Zuschauern (darunter ca. 10.000 Leipziger) mit 2:0 und holte so die erste (und zugleich letzte) Meisterschaft für eine Betriebssportgemeinschaft seit 1954.
Überhaupt war es die Spielzeit der BSG-Teams. Erstmals seit Gründung der Sportclubs 1954 spielten fünf BSG-Mannschaften in der Oberliga, wobei allen Teams der Klassenerhalt gelang. Für die zweite große Überraschung sorgte die Mannschaft der BSG Motor aus dem 8.000 Einwohner zählenden Steinach in Thüringen. Der Außenseiter erreichte auf Anhieb den siebten Rang.
Enttäuschung dagegen bei den beiden ehemaligen Meistern aus Erfurt und Halle, die erneut in die DDR-Liga absteigen mussten. Turbine Erfurt lag vor dem letzten Spieltag noch auf dem zwölften Tabellenplatz vor der BSG Motor Zwickau, doch durch die eigene Niederlage gegen Chemie Leipzig und den gleichzeitigen Sieg Zwickaus über Steinach fiel Turbine Erfurt auf den letzten Platz zurück; Zwickau rückte dagegen auf Nichtabstiegsplatz zwölf vor. Damit blieb die BSG neben Chemie Leipzig eines der beiden Gründungsmitglieder der Oberliga, die noch nie abgestiegen waren.

## Abschlusstabelle
| Pl. | Verein                     | Sp. | S  | U  | N  | Tore    | Diff. | Punkte |
| --- | -------------------------- | --- | -- | -- | -- | ------- | ----- | ------ |
| 1.  | BSG Chemie Leipzig         | 26  | 13 | 9  | 4  | 038:210 | +17   | 35:17  |
| 2.  | SC Empor Rostock           | 26  | 13 | 7  | 6  | 040:230 | +17   | 33:19  |
| 3.  | SC Leipzig                 | 26  | 12 | 8  | 6  | 034:270 | +7    | 32:20  |
| 4.  | SC Karl-Marx-Stadt         | 26  | 10 | 9  | 7  | 031:290 | +2    | 29:23  |
| 5.  | ASK Vorwärts Berlin        | 26  | 10 | 6  | 10 | 045:360 | +9    | 26:26  |
| 6.  | SC Motor Jena (M)          | 26  | 10 | 6  | 10 | 043:350 | +8    | 26:26  |
| 7.  | BSG Motor Steinach (N)     | 26  | 8  | 9  | 9  | 030:360 | −6    | 25:27  |
| 8.  | SC Dynamo Berlin           | 26  | 9  | 6  | 11 | 035:340 | +1    | 24:28  |
| 9.  | BSG Lokomotive Stendal (N) | 26  | 9  | 5  | 12 | 031:340 | −3    | 23:29  |
| 10. | BSG Wismut Aue             | 26  | 7  | 9  | 10 | 023:320 | −9    | 23:29  |
| 11. | SC Aufbau Magdeburg        | 26  | 7  | 9  | 10 | 025:380 | −13   | 23:29  |
| 12. | BSG Motor Zwickau (P)      | 26  | 7  | 8  | 11 | 037:410 | −4    | 22:30  |
| 13. | SC Chemie Halle            | 26  | 8  | 6  | 12 | 024:350 | −11   | 22:30  |
| 14. | SC Turbine Erfurt          | 26  | 4  | 13 | 9  | 023:380 | −15   | 21:31  |

| (M) | Meister der letzten Saison     |
| (P) | Pokalsieger der letzten Saison |
| (N) | Aufsteiger der letzten Saison  |

| Aufsteiger aus der DDR-Liga 1963/64: SC Neubrandenburg, SG Dynamo Dresden |

## Kreuztabelle
| 1963/64 | 1963/64                | BSG Chemie Leipzig | FC Empor Rostock | SC Leipzig | SC Karl-Marx-Stadt | ASK Vorwärts Berlin | SC Motor Jena | BSG Motor Steinach | SC Dynamo Berlin | BSG Lokomotive Stendal | BSG Wismut Aue | SC Aufbau Magdeburg | BSG Motor Zwickau | SC Chemie Halle | SC Turbine Erfurt |
| 1.      | BSG Chemie Leipzig     |                    | 3:3              | 3:0        | 1:1                | 2:1                 | 2:0           | 3:0                | 4:0              | 2:1                    | 2:0            | 1:0                 | 1:1               | 1:0             | 0:0               |
| 2.      | SC Empor Rostock       | 1:0                |                  | 1:1        | 1:0                | 1:2                 | 3:2           | 4:0                | 1:0              | 2:0                    | 0:1            | 2:0                 | 3:0               | 1:0             | 0:0               |
| 3.      | SC Leipzig             | 1:2                | 1:0              |            | 1:1                | 1:1                 | 1:0           | 4:1                | 1:0              | 2:1                    | 1:0            | 4:0                 | 2:0               | 2:0             | 4:2               |
| 4.      | SC Karl-Marx-Stadt     | 0:0                | 1:3              | 0:3        |                    | 0:2                 | 0:0           | 1:1                | 2:1              | 2:2                    | 2:1            | 1:0                 | 5:1               | 1:1             | 2:0               |
| 5.      | ASK Vorwärts Berlin    | 2:0                | 1:2              | 0:2        | 1:2                |                     | 0:1           | 2:2                | 1:4              | 2:1                    | 4:1            | 0:0                 | 5:0               | 1:0             | 3:1               |
| 6.      | SC Motor Jena          | 3:1                | 1:3              | 0:0        | 0:2                | 3:2                 |               | 0:1                | 1:2              | 4:1                    | 3:2            | 4:1                 | 4:1               | 1:1             | 6:0               |
| 7.      | BSG Motor Steinach     | 1:1                | 1:0              | 0:0        | 0:1                | 1:0                 | 2:1           |                    | 4:1              | 0:0                    | 1:0            | 2:2                 | 2:2               | 6:2             | 0:0               |
| 8.      | SC Dynamo Berlin       | 1:1                | 1:1              | 5:1        | 0:1                | 1:4                 | 5:2           | 0:2                |                  | 2:0                    | 5:1            | 1:1                 | 1:0               | 2:0             | 0:1               |
| 9.      | BSG Lokomotive Stendal | 1:1                | 2:1              | 3:0        | 4:1                | 0:0                 | 0:1           | 2:0                | 2:1              |                        | 0:0            | 1:0                 | 1:0               | 3:0             | 1:0               |
| 10.     | BSG Wismut Aue         | 2:1                | 2:2              | 2:0        | 0:0                | 0:5                 | 1:1           | 2:0                | 0:0              | 2:0                    |                | 1:0                 | 4:1               | 0:0             | 1:1               |
| 11.     | SC Aufbau Magdeburg    | 1:1                | 0:3              | 0:0        | 1:0                | 2:2                 | 2:0           | 1:0                | 1:1              | 4:2                    | 0:0            |                     | 2:1               | 2:0             | 2:2               |
| 12.     | BSG Motor Zwickau      | 1:2                | 1:1              | 3:0        | 2:2                | 3:0                 | 1:1           | 2:2                | -:+ 1*           | 3:1                    | 2:0            | 6:0                 |                   | 3:0             | 1:1               |
| 13.     | SC Chemie Halle        | 0:1                | 2:0              | 1:1        | 0:1                | 2:0                 | 1:4           | 4:1                | 1:0              | 3:2                    | 1:0            | 2:1                 | 0:0               |                 | 3:1               |
| 14.     | SC Turbine Erfurt      | 0:2                | 1:1              | 1:1        | 3:2                | 4:4                 | 0:0           | 1:0                | 1:1              | 1:0                    | 0:0            | 1:2                 | 1:2               | 0:0             |                   |

## Statistik

### Die Meistermannschaft
| BSG Chemie Leipzig |
| --- |
| Klaus Günther (19 Spiele / Tore -) Bernd Herzog (26/-), Manfred Walter (26/1), Heinz Herrmann (23/-) Wolfgang Krause (19/-), Horst Slaby (23/-) Lothar Pacholski (26/5), Manfred Richter (14/-), Dieter Scherbarth (26/8), Bernd Bauchspieß (21/13), Wolfgang Behla (26/8) Trainer: Alfred Kunze |
| außerdem: Dieter Sommer (Tor, 7/-), Klaus Lisiewicz (12/-), Hans-Georg Sannert (9/1), Jörg Ohm (4/-), Eberhard Dallagrazia (2/-), Arno Gawöhn (2/-), Thomas Kühn (1/-) |

### Tore
Es fielen 459 Tore, also 2,52 pro Spiel. Die torreichsten Begegnungen waren das 6:2 bei Motor Steinach - Chemie Halle am 8. Dezember 1963 und das 4:4 bei Turbine Erfurt - Vorwärts Berlin am 12. April 1964. Die höchsten Siege mit jeweils 6:0 feierten Motor Jena über Turbine Erfurt (6. Oktober 1963) und Motor Zwickau über Aufbau Magdeburg (12. April 1964).
|    | Spieler          | Mannschaft             | Tore |
| -- | ---------------- | ---------------------- | ---- |
| 1. | Gerd Backhaus    | BSG Lokomotive Stendal | 15   |
| 2. | Bernd Bauchspieß | BSG Chemie Leipzig     | 13   |
| 2. | Peter Ducke      | SC Motor Jena          | 13   |
| 2. | Rolf Steinmann   | SC Karl-Marx-Stadt     | 13   |

### Zuschauer
Insgesamt sahen 1.910.000 Zuschauer die 182 Oberligaspiele, das ergibt einen Schnitt von 10.495 Zuschauern pro Spiel. Den höchsten Zuschauerschnitt verzeichnete Chemie Leipzig mit 20.461, am wenigsten Zuschauer kamen zu den Spielen der beiden Berliner Teams Dynamo (3.538) und Vorwärts (5.230). Die größte Zuschauerkulisse hatte das Spiel Chemie Leipzig - Vorwärts Berlin am 3. Mai 1964 mit 45.000 Besuchern im Leipziger Zentralstadion.
| Mannschaft             | {\displaystyle \varnothing } Zuschauer |
| ---------------------- | -------------------------------------- |
| BSG Wismut Aue         | 8.384                                  |
| SC Dynamo Berlin       | 3.538                                  |
| ASK Vorwärts Berlin    | 5.230                                  |
| SC Turbine Erfurt      | 12.076                                 |
| SC Chemie Halle        | 10.846                                 |
| SC Motor Jena          | 9.538                                  |
| SC Karl-Marx-Stadt     | 16.230                                 |
| BSG Chemie Leipzig     | 20.461                                 |
| SC Leipzig             | 10.615                                 |
| SC Aufbau Magdeburg    | 10.153                                 |
| SC Empor Rostock       | 14.461                                 |
| BSG Motor Steinach     | 9.769                                  |
| BSG Lokomotive Stendal | 6.653                                  |
| BSG Motor Zwickau      | 9.076                                  |

## Fußballer des Jahres
Nach der Saison wurde Klaus Urbanczyk, Abwehrspieler vom SC Chemie Halle, zum Fußballer des Jahres 1964 gewählt. Die Ehrung resultierte aber vorrangig aufgrund seiner Leistungen in der Olympiamannschaft, da er mit Halle abstieg. Außerdem wurde ihm ebenfalls die Ehrung zum Sportler des Jahres 1964 verliehen – eine einmalige Leistung in der Geschichte des DDR-Sports. Platz zwei erreichte Gerhard Körner vom ASK Vorwärts Berlin, Dritter wurde Jürgen Heinsch, Torwart des SC Empor Rostock.
|    | Spieler         | Mannschaft          | Punkte |
| -- | --------------- | ------------------- | ------ |
| 1. | Klaus Urbanczyk | SC Chemie Halle     | 284    |
| 2. | Gerhard Körner  | ASK Vorwärts Berlin | 150    |
| 3. | Jürgen Heinsch  | SC Empor Rostock    | 140    |

## FDGB-Pokal
Der FDGB-Pokal wurde in dieser Spielzeit vom Oberligaelften Aufbau Magdeburg gewonnen. Die Magdeburger wandelten dabei im Finale noch einen 0:2-Rückstand gegen den SC Leipzig in einen 3:2-Sieg um. Magdeburg hatte zuvor bereits den amtierenden Meister Jena und den Pokalverteidiger Zwickau besiegt.

## Internationale Wettbewerbe
Im Europapokal kamen die ostdeutschen Teams über ihre jeweiligen ersten Gegner nicht hinaus. Motor Jena unterlag im Europapokal der Landesmeister Dinamo Bukarest, Motor Zwickau im Europapokal der Pokalsieger dem MTK Budapest und der SC Leipzig im Messestädte-Pokal Újpesti Dózsa. Des Weiteren nahmen Jena, Rostock, Zwickau und Vorwärts Berlin am International Football Cup teil.